# Potamogeton clystocarpus
Potamogeton clystocarpus är en nateväxtart som beskrevs av Merritt Lyndon Fernald. Potamogeton clystocarpus ingår i släktet natar, och familjen nateväxter. Inga underarter finns listade.